# Выборы в Намибии
Выборы в Намибии на национальном уровне проводятся для избрания Президента и парламента страны. Президент и нижняя палата парламента — Национальная ассамблея — избираются на 5-летний срок, верхняя палата парламента — Национальный совет — на срок в 6 лет.

## История
До обретения независимости территория Намибии именовалась Юго-Западной Африкой. Во всех выборах до 1978 года принимало участие исключительно белое население страны.
Первые парламентские выборы в Намибии состоялись в период с 7 по 11 ноября 1989 года — на них избирались члены Учредительного собрания, которое после обретения независимости в 1990 году получило название Национальной ассамблеи. Как и ожидалось, на них победу одержала партия СВАПО, получив 41 из 72 мест. Оппозиционные партии, среди которых Демократический альянс Турнхалле (21 место) и Объединённый демократический фронт (4 места) имели большую поддержку в бывших бантустанах Намибии — Герероленде и Дамараленде. С тех пор их результаты неуклонно снижались. По состоянию на 2017 год состояние оппозиционных партий оценивается как «на грани краха».